# 白勢二朔
白勢 二朔（しろせ じさく、旧姓・清水、1870年3月2日〈明治3年2月1日〉 - 没年不明）は、日本の実業家。東邦火災保険、庄内電鉄、新潟製氷各取締役。三葉社監査役。

## 人物
新潟県・清水芳蔵の三男、あるいは四男。白勢量作の養叔父。白勢彦次郎の養子となり、後養兄・春三方より分家した。
宗教は真宗、仏教。趣味は謡曲、碁、生花、茶。住所は新潟市東大畑通二番町。温厚篤実の紳士であった。

## 家族・親族
白勢家
- 妻
  - セキ（1876年 - ?、新潟、白勢春三の妹）[6]
  - シズ（1885年 - ?、新潟、久保宗吉の妹）[2][3][4]
- 男・謙治[2][4]（1899年 - ?、清水商事取締役[1]）
  - 同妻・みち（1901年 - ?、新潟、久保宗吉の妹）[2][3][4]
  - 同長男[2]
  - 同二男[2]
  - 同長女[2]
- 長女・キイ（1903年 - ?、新潟、立石善三郎の妻）[2][3][4]
- 孫[2][4]

親戚
- 白勢春三（第四銀行、新潟貯蓄銀行各頭取、衆議院議員、貴族院議員、新潟県多額納税者）[4][6]
- 白勢量作（第四銀行、新潟貯蓄銀行各頭取、新潟電鉄、東北配電、二葉社各社長）